# Llista de clubs d'atletisme de les Illes Balears
Llista de clubs d'atletisme de les Illes Balears afiliats a la Federació d'Atletisme de les Illes Balears:
- Cercle Solleric
- Escola d'atletisme Ajuntament de Capdepera
- Escola Club Atetisme S'Arenal-Llucmajor
- Escuela de Atletismo "Corre, Salta y Lanza"
- E.M.A. (Escola Municipal d'Atletisme) de Palma
- Escola d'Atletisme Taosport Club
- Escola Esportiva Municipal (Atletisme Muro)
- Escola d'Atletisme Club Joan Capó Felanitx
- Escola d'Atletisme Sant Josep Obrer
- Escuelas de Atletismo Metalnox-ADA Calvia
- Multideporte La Milagrosa
- Escola Municipal d'Atletisme de Sant Antoni
- Escola Municipal d'atletisme de Santa Eulària des Riu
- Club d'Atletisme Porreres
- Club Esportiu Atletisme Balear Arxivat 2015-11-23 a Wayback Machine.
- Club Atletisme de Palma SISUteam Athletic Club[1]